# HD 155974
HD 155974，又名CD-3511426，SAO 208610、HR 6405，是一颗恒星，视星等为6.12，位于銀經350.92，銀緯1.42，其B1900.0坐标为赤經17h 9m 41.1s，赤緯-35° 1.42′ 38″。